# Zwanzig-Bogen-Klausel
Die Zwanzig-Bogen-Klausel ist eine Bestimmung der Karlsbader Beschlüsse, die Zensur im Deutschen Bund betreffend. Sie besagte, dass alle Druckwerke der Vorzensur unterlägen, die weniger als zwanzig Druckbogen Umfang aufwiesen, was 320 Seiten entsprach. Umfangreichere Bücher wurden erst nach ihrer Drucklegung kontrolliert.
Zugrunde lag die Annahme, dass politisch brisante Themen nur in kürzeren Flugschriften angesprochen würden. Zur Umgehung der Vorzensur arbeiteten daher engagierte Schriftsteller häufig die eigentlichen politischen Aussagen in Werke größeren Umfangs ein, um sie auf diese Weise unter das Volk zu bringen. So erschien beispielsweise Heinrich Heines Deutschland. Ein Wintermärchen als Teil des Buches Neue Gedichte, da es alleine unter die Klausel gefallen wäre. Gutzkow fügte 1835 seinem Roman Wally, die Zweiflerin am Schluss einen poetologischen Aufsatz Wahrheit und Wirklichkeit an, um damit sein Buch auf 21 Bogen zu bringen, denn der Zwanzig-Bogen-Klausel unterworfen waren nicht bloß ausdrücklich politische Schriften, sondern auch die Schöne Literatur. Georg Herwegh nannte seinen Sammelband unveröffentlichter Zeitungsbeiträge (u. a. von Friedrich Engels, Johann Jacoby und Friedrich Hecker) in Anspielung an das Gesetz Einundzwanzig Bogen aus der Schweiz.